# كوون هيوك بن
كوون هيوك بن (بالإنجليزية: Kwon Hyuk-bin)‏‏ (1973 - ) شخصية أعمال من كوريا الجنوبية.